# Babakan, Bogor Tengah
Babakan är en administrativ by i Indonesien.   Den ligger i provinsen Jawa Barat, i den västra delen av landet, 40 km söder om huvudstaden Jakarta.